# Beniatjar
Beniatjar és un municipi del País Valencià, situat a la comarca de la Vall d'Albaida.

## Geografia
Està situat en el vessant nord de la Serra del Benicadell, al sud de la Vall d'Albaida. El terme, que té una extensió de 114 km², és allargat de nord a sud; el sector nord és suaument ondat, mentre que pel sud està limitat pel Benicadell. El riu de Micena circula d'est a oest, per tot el límit nord; li afluïx el barranc de Beniatjar, que fa de límit per l'oest.
De la població ix un sender de petit recorregut, el PR-CV 213, que conduïx fins a l'emblemàtic cim del Benicadell (1.104 m).
Al poble es conserva una monumental olivera centenària.

### Clima
El clima és continental; els vents més freqüents són el ponent i llevant. Les pluges les porta el de llevant, generalment de la tardor a la primavera. En els alts de la serra del Benicadell sol nevar al gener i febrer.

### Accessos
Des de València, s'accedix a Beniatjar a través de l'A-7. Cal enllaçar amb la CV-40 i accedir a la CV-60, per a finalitzar en la CV-611.

### Municipis limítrofs
El terme municipal de Beniatjar limita amb les següents localitats: Castelló de Rugat, Otos, la Pobla del Duc, el Ràfol de Salem, Salem (Vall d'Albaida), totes de la Vall d'Albaida; i Beniarrés i Gaianes, de la comarca del Comtat.

## Història
Tot i que s'hi ha trobat restes de la cultura del Bronze, l'origen de Beniatjar és una alqueria musulmana, que fou conquerida per Jaume I i concedida a Pau de Tarazona el 1258. De població morisca, comptava l'any de l'expulsió (1609) amb cent famílies. Erigida en baronia, va pertànyer primer al ducat de Villahermosa i després al marquesat de Milà. Conjuntament amb Otos, formà una rectoria de moriscos que depengué eclesiàsticament del Ràfol de Salem fins a l'any 1535; nogensmenys no serà fins a 1574, quan es convertí en parròquia independent.

## Economia
L'economia es basa en l'agricultura, organitzada en camps abancalats en els contraforts de la serra. En la muntanya hi ha una extensa zona de pineda i muntanya baixa. Predominen els cultius de secà com la vinya, arbres fruiters i l'olivera. Així mateix, aprofitant l'aigua de diverses fonts mitjançant basses, es cultiven creïlles i hortalisses.

## Demografia
| 1990 | 1992 | 1994 | 1996 | 1998 | 2000 | 2002 | 2004 | 2005 | 2007 | 2011 |
| ---- | ---- | ---- | ---- | ---- | ---- | ---- | ---- | ---- | ---- | ---- |
| 253  | 258  | 262  | 245  | 240  | 231  | 229  | 240  | 235  | 260  | 271  |

## Monuments d'interés

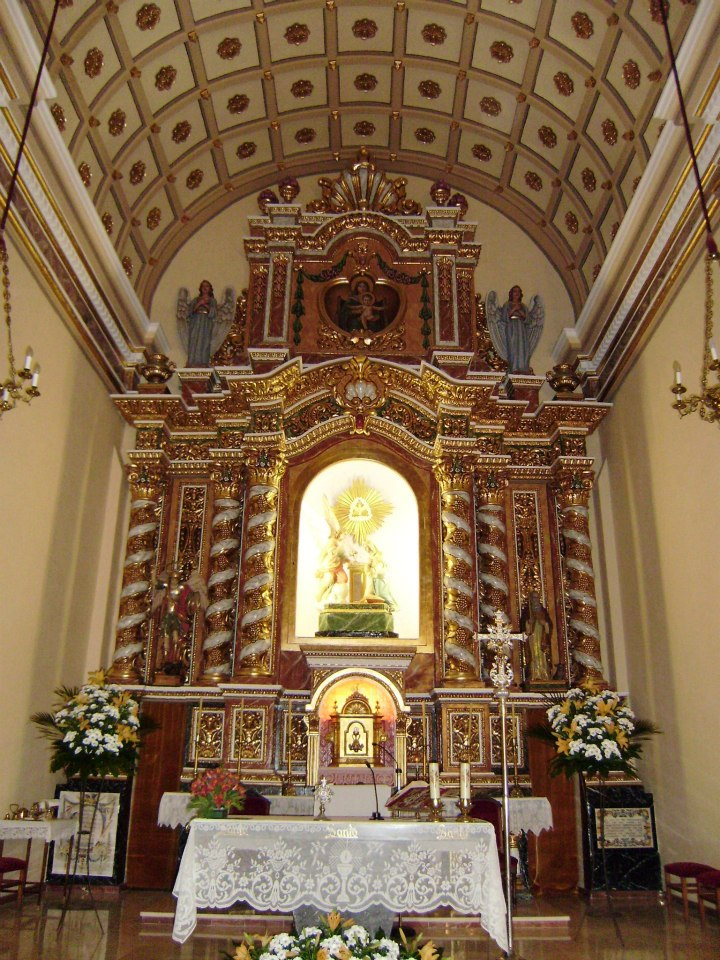
Vista interior de l'Església de Nostra senyora de l'Encarnació

- Església parroquial de Nostra senyora de l'Encarnació. Té dos taulells atribuïts a Joan de Joanes.
- Castell de Carbonera. D'origen musulmà, reconstruït en 1091 pel Cid i utilitzat posteriorment per Al-Azraq. Absolutament abandonat i pràcticament desaparegut.
- Pont dels Moros. Antic pont de pedra situat en la carretera cap a Otos. Malgrat el seu nom no es coneix el seu origen.
- Les Planisses. Típica casa rural utilitzada com a observatori forestal i meteorològic.
- Nevera del Benicadell. Antiga nevera en bon estat de conservació, però no de manteniment.
- Coves rupestres. Antigues coves amb restes de pintures esquemàtiques, pròpies de l'edat del bronze. Sense protecció administrativa i de difícil accés.

## Alcaldia
Des de 2015 l'alcalde de Beniatjar és Francisco Giner Monzó del Partit Popular (PP).
| Període                       | Alcalde o alcaldessa      | Partit polític | Data de possessió | Observacions |
| ----------------------------- | ------------------------- | -------------- | ----------------- | ------------ |
| 1979–1983                     | José Cortell Cortell      | AIB            | 19/04/1979        | --           |
| 1983–1987                     | José Cortell Cortell      | IND            | 28/05/1983        | --           |
| 1987–1991                     | José Cortell Cortell      | GIB            | 30/06/1987        | --           |
| 1991–1995                     | German Constant Moltó     | PP             | 15/06/1991        | --           |
| 1995–1999                     | José Cortell Cortell      | PP             | 17/06/1995        | --           |
| 1999–2003                     | José Cortell Cortell      | PP             | 03/07/1999        | --           |
| 2003–2007                     | Francisco Giner Monzó     | PP             | 14/06/2003        | --           |
| 2007–2011                     | Francisco Giner Monzó     | PP             | 16/06/2007        | --           |
| 2011–2015                     | Raquel Calatayud Bataller | Compromís      | 11/06/2011        | --           |
| 2015–2019                     | Francisco Giner Monzó     | PP             | 13/06/2015        | --           |
| 2019-2023                     | Francisco Giner Monzó     | PP             | 15/06/2019        | --           |
| Des de 2023                   | n/d                       | n/d            | 17/06/2023        | --           |
| Fonts: Generalitat Valenciana |                           |                |                   |              |

## Festes locals
- Festes patronals. Se celebren durant l'últim cap de setmana d'agost (dimecres a dissabte), en honor de Sant Roc, Divina Aurora i el Santíssim Crist del Consol, als quals es dediquen diverses processons. A més, es realitzen diverses activitats per a dinamitzar al poble, i els últims quatre dies a la nit es realitza una revetla.
- Altres festes d'interès cultural: Septenari i Festa a la Verge dels Dolors (setmana anterior al divendres de Passió), festa a Nostra Senyora de l'Encarnació, titular de la parròquia (25 de març); Nostra Senyora de l'Assumpció (15 d'agost); "Despertà", Diumenge de Resurrecció i dia de la Divina Aurora; "Salpassa", Dimarts/Dimecres Sant.